# هارولد وينثروب كلاب
هارولد وينثروب كلاب (بالإنجليزية: Harold Winthrop Clapp)‏ هو موظف مدني أسترالي، ولد في 7 مايو 1875 في St Kilda, Victoria ‏ في أستراليا، وتوفي في 21 أكتوبر 1952 في East Melbourne ‏ في أستراليا.